# Trichoglottis cirrhifera
Trichoglottis cirrhifera là một loài thực vật có hoa trong họ Lan. Loài này được Teijsm. & Binn. miêu tả khoa học đầu tiên năm 1853.